# Banjarbaru
Banjarbaru ist eine autonome indonesische (Kota) in der indonesischen Provinz Kalimantan Selatan, im Süden der Insel Borneo. Die Stadt mit ihren knapp 280.000 Einwohnern (Stand Mitte 2024) liegt 35 km südöstlich von der Provinzhauptstadt Banjarmasin und 420 km südwestlich von Samarinda, der größten Stadt auf dem indonesischen Teil Borneos.

## Geographie
Innerhalb der Provinz Kalimantan Selatan nimmt die Stadt vor Banjarmasin den vorletzten Platz (0,82 % Flächenanteil) ein, in der Region Kalimantan bedeutet dies Platz 5 (von 9 Kota).

### Lage
Banjarbaru liegt im südlichen Teil der Provinz Kalimantan Selatan im Binnenland. Im Süden grenzt die Stadt auf ca. 40 km an den Regierungsbezirk Tanah Laut, die Grenze ist besonders im Osten zwischen den Distrikten Cempaka und Bati Bati (Kab. Tanah Laut) sehr gewunden. An den drei übrigen Seiten (bzw. Himmelsrichtungen) wird Banjarbaru vom Regierungsbezirk Banjar umschlossen, von dem die Stadt 1999 separiert wurde.
Geographisch erstreckt sich Banjarbaru zwischen 3° 22′ 38,99″ und 3° 34′ 09,22″ s. Br. sowie zwischen 114° 40′ 28,48″ und 114° 54′ 27,65″ ö. L.

### Wetter und Klima
Banjarmasin liegt südlich des Äquators. In der Stadt herrscht wie im übrigen Indonesien tropisches Regenwaldklima (feuchttropisches Klima), es gibt eine trockene Jahreszeit und die Regenzeit mit fließenden Übergängen. Letztere reicht etwa von Dezember bis März.
|                        | Jan   | Feb   | Mär   | Apr   | Mai   | Jun   | Jul   | Aug   | Sep   | Okt   | Nov   | Dez   |   |         |
| Mittl. Temperatur (°C) | 28,37 | 28,53 | 28,76 | 29,04 | 29,33 | 28,30 | 28,27 | 29,38 | 28,86 | 29,06 | 28,20 | 27,54 | ⌀ | 28,6    |
| Mittl. Tagesmax. (°C)  | 34,8  | 34,6  | 35,4  | 34,8  | 34,8  | 33,6  | 33,2  | 34,6  | 34,8  | 34,8  | 34,4  | 33,0  | ⌀ | 34,4    |
| Mittl. Tagesmin. (°C)  | 22,8  | 22,4  | 23,0  | 23,9  | 23,6  | 22,4  | 21,2  | 21,4  | 21,0  | 22,0  | 23,0  | 21,9  | ⌀ | 22,4    |
|                        |       |       |       |       |       |       |       |       |       |       |       |       |   |         |
| Niederschlag (mm)      | 572,4 | 334,3 | 302,4 | 266,4 | 138,0 | 218,0 | 62,4  | 57,2  | 163,5 | 190,4 | 282,1 | 554,4 | Σ | 3.141,5 |
|                        |       |       |       |       |       |       |       |       |       |       |       |       |   |         |
| Sonnenstunden (h/d)    | 6,2   | 5,9   | 7,7   | 7,7   | 8,4   | 6,5   | 7,9   | 8,8   | 6,6   | 6,9   | 6,9   | 4,6   | ⌀ | 7       |
|                        |       |       |       |       |       |       |       |       |       |       |       |       |   |         |
| Regentage (d)          | 25    | 19    | 23    | 22    | 20    | 19    | 17    | 11    | 20    | 16    | 20    | 28    | Σ | 240     |
|                        |       |       |       |       |       |       |       |       |       |       |       |       |   |         |
| Luftfeuchtigkeit (%)   | 80,55 | 79,79 | 79,11 | 78,22 | 78,74 | 78,61 | 76,12 | 69,91 | 73,57 | 74,14 | 79,57 | 82,17 | ⌀ | 77,5    |

| 22,8 |

| 22,4 |

| 23,0 |

| 23,9 |

| 23,6 |

| 22,4 |

| 21,2 |

| 21,4 |

| 21,0 |

| 22,0 |

| 23,0 |

| 21,9 |

| 22,8 |

| 22,4 |

| 23,0 |

| 23,9 |

| 23,6 |

| 22,4 |

| 21,2 |

| 21,4 |

| 21,0 |

| 22,0 |

| 23,0 |

| 21,9 |

### Administrative Gliederung
Banjarbaru wird seit 2007 in fünf Distrikte (indonesisch Kecamatan) und 20 Dörfer städtischen Typs (indonesisch Kelurahan) gegliedert. Eine weitere Unterteilung erfolgt in 127 Rukun Warga (RW, Stadtviertel) und 587 Rukun Tetangga (RT, Nachbarschaften).
| Code 1)  | Kecamatan Distrikt   | Ibukota Verwaltungssitz | Fläche (km²) | Einw. Zensus 2010 2) | Volkszählung 2020 3) | Volkszählung 2020 3) | Volkszählung 2020 3) | Anzahl der Kelurahan | Anzahl der RT/RW 6) |
| Code 1)  | Kecamatan Distrikt   | Ibukota Verwaltungssitz | Fläche (km²) | Einw. Zensus 2010 2) | Einw. 3)             | 0Dichte 4)0          | Sex Ratio 5)         | Anzahl der Kelurahan | Anzahl der RT/RW 6) |
| -------- | -------------------- | ----------------------- | ------------ | -------------------- | -------------------- | -------------------- | -------------------- | -------------------- | ------------------- |
| 63.72.02 | Landasan Ulin        | Landasan Ulin Timur00   | 92,42        | 51.510               | 75.385               | 815,7                | 103,12               | 4                    | 151 / 29            |
| 63.72.03 | Cempaka              | Sungai Tiung            | 146,70       | 28.319               | 35.584               | 242,6                | 102,69               | 4                    | 104 / 30            |
| 63.72.04 | Banjarbaru Utara     | Komet                   | 24,44        | 42.805               | 52.842               | 2.162,1              | 97,84                | 4                    | 127 / 28            |
| 63.72.05 | Banjarbaru Selatan00 | Loktabat Selatan        | 21,96        | 42.445               | 45.273               | 2.061,6              | 100,5                | 4                    | 131 / 23            |
| 63.72.06 | Liang Anggang        | Landasan Ulin Barat     | 85,86        | 34.548               | 44.358               | 516,6                | 102,22               | 4                    | 74 / 17             |
| 63.72    | Kota Banjarbaru      | Kota Banjarbaru         | 371,38       | 199.627              | 253.442              | 682,4                | 101,31               | 20                   | 587 / 127           |

## Geschichte
Die Stadt erlangte 1966 Stadtstatus, wurde 1975 Verwaltungsstadt und schließlich per Gesetz 1999 eine autonome (kreisfreie) Stadt (Kota). Anfänglich bestand sie aus 7 Kampung (Dörfern) bzw. 3 Kecamatan. 2007 wurde der Kecamatan Banjarbaru aufgelöst und in zwei neue Kecamatan aufgespalten – einen nördlichen (Banjarbaru Utara) und einen südlichen (Banjarbaru Selatan), gleichzeitig wurden vier Dörfer des Kecamatan Liang Anggun zur Bildung des neuen Kecamatan Landasan Ulin bestimmt.

Banjarbaru ist Teil der ca. zwei Millionen großen Metropolregion Banjarbakula, die aus den Städten Banjarmasin und Banjarbaru sowie aus Teilen der Regierungsbezirke Banjar, Barito Kuala und Tanah Laut besteht. Sie rangiert in der Rangliste der bevölkerungsstärksten Metropolregionen Indonesiens an neunter Stelle.

## Demographie
Die Stadt belegt innerhalb der Provinz den siebten Platz mit einem Bevölkerungsanteil von 6,52 Prozent, entsprechend Platz 7 der 9 Kota in der Region. Mit einer Dichte von 912,1 Einw. je km² hat Banjarbaru nach der Provinzhauptstadt Banjarmasin die zweithöchste Bevölkerungsdichte der Provinz. Die entspricht in der Region gleichfalls Rang 7 (von 9 Städten).

### Bevölkerungsentwicklung
| Jahr    | Gesamt- Bevölkerung | Männer  | %     | Frauen  | %     | Sex Ratio 5) |
| 2000 a) | 123.273             | 62.856  | 50,99 | 60.417  | 49,01 | 104,04       |
| 2005 b) | 145.590             | 74.721  | 51,32 | 70.869  | 48,68 | 105,44       |
| 2010 a) | 199.627             | 102.285 | 51,24 | 97.342  | 48,76 | 105,08       |
| 2020 a) | 253.442             | 127.548 | 50,33 | 125.894 | 49,67 | 101,31       |
| 2021 c) | 258.702             | 129.950 | 50,23 | 128.752 | 49,77 | 100,93       |
| 2022 c) | 268.292             | 134.690 | 50,20 | 133.602 | 49,80 | 100,81       |
| 2023 c) | 272.763             | 136.867 | 50,18 | 135.896 | 49,82 | 100,71       |
| 2024 c) | 278.318             | 139.644 | 50,17 | 138.674 | 49,83 | 100,70       |

### Die Religionsverhältnisse zur Volkszählung 2020
| Kecamatan            | Mohammedaner                       | Mohammedaner                       | Protestanten | Protestanten | Katholiken | Katholiken | Hindu  | Hindu  | Buddhisten | Buddhisten |
| Kecamatan            | Anzahl                             | %                                  | Anzahl       | %            | Anzahl     | %          | Anzahl | %      | Anzahl     | %          |
| -------------------- | ---------------------------------- | ---------------------------------- | ------------ | ------------ | ---------- | ---------- | ------ | ------ | ---------- | ---------- |
| Landasan Ulin        | 64.725                             | 94,23                              | 3.028        | 4,41         | 752        | 1,09       | 160    | 0,23   | 24         | 0,03       |
| Cempaka              | 32.203                             | 98,84                              | 168          | 0,52         | 196        | 0,60       | 11     | 0,03   | 3          | 0,01       |
| Banjarbaru Utara     | 45.833                             | 94,00                              | 2.064        | 4,23         | 716        | 1,47       | 98     | 0,20   | 46         | 0,09       |
| Banjarbaru Selatan00 | 43.476                             | 95,95                              | 1.277        | 2,82         | 434        | 0,96       | 56     | 0,12   | 66         | 0,15       |
| Liang Anggang        | 38.014                             | 96,99                              | 730          | 1,86         | 260        | 0,66       | 66     | 0,17   | 123        | 0,31       |
| Kota Banjarbaru      | 224.251                            | 95,62                              | 7.267        | 3,10         | 2.358      | 1,01       | 391    | 0,17   | 262        | 0,11       |
| Gebäude              | 107 Moscheen, 841 Mushalla/Langgar | 107 Moscheen, 841 Mushalla/Langgar | 8 Kirchen    | 8 Kirchen    | 3 Kirchen  | 3 Kirchen  | 1 Pura | 1 Pura | 1 Pura     | 1 Pura     |

### Soziale Daten 2020
| Merkmal                                                             | Kota Banjarbaru | 0Prov. Kalimantan Selatan0 |
| ------------------------------------------------------------------- | --------------- | -------------------------- |
| Bevölkerung unterhalb der Armutsgrenze (Tsd.)00                     | 10,75           | 187,87                     |
| Anteil der „armen Bevölkerung“ (indonesisch Penduduk miskin) (%)000 | 04,01           | 04,38                      |
| Arbeitslosenrate (%)                                                | 05,54           | 04,74                      |
| Lebenserwartung bei der Geburt (Jahre)                              | 71,99           | 68,66                      |
| HDI-Index                                                           | 79,10           | 70,91                      |
| Analphabetenrate (in %, 15+ J.)                                     | 00,73           | 01,55                      |
| Anteil der Altersgruppen 10)                                        | 0Real0          | 00.Prozentual0             |
| Kinder (<15 J.)                                                     | 069.0570        | 027,25                     |
| arbeitsfähige Bevölkerung (15–64 J.)                                | 174.5190        | 068,86                     |
| Rentner und Pensionäre (>65 J.)                                     | 09.8660         | 003,89                     |

### Aktuelle Daten der Bevölkerungsfortschreibung
Nachfolgende Tabelle gibt den Einwohnerstand nach Geschlecht zu den Jahresenden 2022 und 2023 sowie zur Jahresmitte 2024 wieder. Er resultiert aus den Ergebnissen der Fortschreibung durch die örtlichen Zivilregistrierungsbüros (Disdukcapil, indonesisch Dinas Kependudukan dan Pencatatan Sipil). Der aktuelle Einwohnerstand kann jederzeit in einer interaktiven Karte abgerufen werden.

| Kecamatan            | Jahresende 2022 | Jahresende 2022 | Jahresende 2022 | Jahresende 2023 11) | Jahresende 2023 11) | Jahresende 2023 11) | Jahresmitte 2024 12) | Jahresmitte 2024 12) | Jahresmitte 2024 12) | Fläche 13) km² | Bevöl kerungs dichte | Sex Ratio 5) |
| Kecamatan            | Gesamt          | männlich        | weiblich        | Gesamt              | männlich            | weiblich            | Gesamt               | männlich             | weiblich             | Fläche 13) km² | Bevöl kerungs dichte | Sex Ratio 5) |
| -------------------- | --------------- | --------------- | --------------- | ------------------- | ------------------- | ------------------- | -------------------- | -------------------- | -------------------- | -------------- | -------------------- | ------------ |
| Landasan Ulin        | 79.671          | 40.163          | 39.508          | 81.000              | 40.793              | 40.207              | 82.677               | 41.617               | 41.060               | 74,03          | 1.116,74             | 101,36       |
| Cempaka              | 37.070          | 18.728          | 18.342          | 37.590              | 18.999              | 18.591              | 38.351               | 19.423               | 18.928               | 114,53         | 334,86               | 102,62       |
| Banjarbaru Utara     | 56.448          | 27.982          | 28.466          | 57.128              | 28.274              | 28.854              | 58.194               | 28.810               | 29.384               | 26,84          | 2.168,02             | 98,05        |
| Banjarbaru Selatan00 | 47.705          | 23.843          | 23.862          | 48.186              | 24.092              | 24.094              | 48.930               | 24.447               | 24.483               | 15,01          | 3.260,70             | 99,85        |
| Liang Anggang        | 47.398          | 23.974          | 23.424          | 48.859              | 24.709              | 24.150              | 50.166               | 25.347               | 24.819               | 74,74          | 671,17               | 102,13       |
| Kota Banjarbaru      | 268.292         | 134.690         | 133.602         | 272.763             | 136.867             | 135.896             | 278.318              | 139.644              | 138.674              | 305,15         | 912,06               | 100,70       |

### Verzeichnis der Kelurahan
Die Aufstellung gibt den Einwohnerstand zum Jahresende 2022 (Semester II/2022) und genau ein Jahr später sowie Mitte 2024 für alle 20 Kelurahan der Stadt wieder.
Neben der Fläche und den Einwohnerzahlen sind auch deren Zugehörigkeiten zu den fünf Kecamatan aufgeführt, ebenso die errechneten Ergebnisse der Bevölkerungsdichte (in Einw. je km²) sowie des Geschlechterverhältnisses (Sex Ratio). Als erste Spalte ist der Strukturcode des indonesischen Innenministeriums angegeben. Er gibt gleichfalls Aufschluss über die Zugehörigkeit der Dörfer zu den übergeordneten Verwaltungsebenen: Die ersten drei Zahlenpärchen werden durch Punkte getrennt und geben die Provinz, den Regierungsbezirk (Kabupaten) und den Distrikt (Kecamatan) an. Als letztes folgt nach einem weiteren Trennungspunkt der vierstellige „Dorfcode“ – wobei städtisch geprägte Kelurahan immer mit 1 und „normale“ (ländliche) Desa mit einer 2 beginnen. Die Statistikseiten von BPS (Badan Pusat Statistik) verwenden eine andere Nomenklatur, auf die hier nicht näher eingegangen werden soll, da sie nur bei den Volkszählungen Anwendung findet.
Alle Daten der entstammen der Fortschreibung der Bevölkerung durch die örtlichen Zivilregistrierungsbüros (Disdukcapil).

| Code          | Kecamatan            | Kelurahan               | Ende 2022 | Ende 2022 | Ende 2022 | Ende 2023 | Ende 2023 | Ende 2023 | Mitte 2024 | Mitte 2024 | Mitte 2024 | Fläche km² | Dichte Einw/km² | Sex Ratio |
| Code          | Kecamatan            | Kelurahan               | ges.      | mnl.      | wbl.      | ges.      | mnl.      | wbl.      | ges.       | mnl.       | wbl.       | Fläche km² | Dichte Einw/km² | Sex Ratio |
| ------------- | -------------------- | ----------------------- | --------- | --------- | --------- | --------- | --------- | --------- | ---------- | ---------- | ---------- | ---------- | --------------- | --------- |
| 63.72.02.1003 | Landasan Ulin        | Landasan Ulin Timur     | 18.540    | 9.313     | 9.227     | 18.513    | 9.313     | 9.200     | 18.695     | 9.389      | 9.306      | 15,74      | 1.188,1         | 100,89    |
| 63.72.02.1004 | Landasan Ulin        | Guntung Payung          | 8.386     | 4.249     | 4.137     | 8.381     | 4.220     | 4.161     | 8.456      | 4.251      | 4.205      | 7,75       | 1.091,2         | 101,09    |
| 63.72.02.1005 | Landasan Ulin        | Guntung Manggis         | 34.678    | 17.487    | 17.191    | 35.672    | 17.952    | 17.720    | 36.637     | 18.445     | 18.192     | 35,29      | 1.038,0         | 101,39    |
| 63.72.02.1006 | Landasan Ulin        | Syamsudin Noor          | 18.067    | 9.114     | 8.953     | 18.434    | 9.308     | 9.126     | 18.889     | 9.532      | 9.357      | 15,25      | 1.238,3         | 101,87    |
| 63.72.03.1001 | Cempaka              | Palam                   | 5.718     | 2.896     | 2.822     | 5.968     | 3.027     | 2.941     | 6.109      | 3.109      | 3.000      | 14,45      | 422,8           | 103,63    |
| 63.72.03.1002 | Cempaka              | Bangkal                 | 5.101     | 2.567     | 2.534     | 5.116     | 2.591     | 2.525     | 5.167      | 2.617      | 2.550      | 27,88      | 185,4           | 102,63    |
| 63.72.03.1003 | Cempaka              | Sungai Tiung            | 9.297     | 4.774     | 4.523     | 9.233     | 4.727     | 4.506     | 9.345      | 4.807      | 4.538      | 19,22      | 486,2           | 105,93    |
| 63.72.03.1004 | Cempaka              | Cempaka                 | 16.954    | 8.491     | 8.463     | 17.273    | 8.654     | 8.619     | 17.730     | 8.890      | 8.840      | 52,98      | 334,6           | 100,57    |
| 63.72.04.1001 | Banjarbaru Utara     | Loktabat Utara          | 25.020    | 12.389    | 12.631    | 25.377    | 12.561    | 12.816    | 25.851     | 12.788     | 13.063     | 8,95       | 2.887,1         | 97,89     |
| 63.72.04.1002 | Banjarbaru Utara     | Mentaos                 | 10.133    | 5.053     | 5.080     | 10.198    | 5.069     | 5.129     | 10.319     | 5.115      | 5.204      | 2,42       | 4.269,8         | 98,29     |
| 63.72.04.1003 | Banjarbaru Utara     | Komet                   | 3.407     | 1.672     | 1.735     | 3.366     | 1.650     | 1.716     | 3.431      | 1.689      | 1.742      | 1,22       | 2.812,4         | 96,96     |
| 63.72.04.1004 | Banjarbaru Utara     | Sungai Ulin             | 17.888    | 8.868     | 9.020     | 18.187    | 8.994     | 9.193     | 18.593     | 9.218      | 9.375      | 14,25      | 1.304,7         | 98,33     |
| 63.72.05.1001 | Banjarbaru Selatan00 | Sungai Besar            | 18.572    | 9.258     | 9.314     | 18.721    | 9.335     | 9.386     | 18.926     | 9.441      | 9.485      | 4,91       | 3.855,5         | 99,54     |
| 63.72.05.1002 | Banjarbaru Selatan00 | Loktabat Selatan        | 9.960     | 5.023     | 4.937     | 10.089    | 5.100     | 4.989     | 10.319     | 5.209      | 5.110      | 4,92       | 2.099,4         | 101,94    |
| 63.72.05.1003 | Banjarbaru Selatan00 | Kemuning                | 10.280    | 5.121     | 5.159     | 10.424    | 5.181     | 5.243     | 10.661     | 5.303      | 5.358      | 3,02       | 3.525,1         | 98,97     |
| 63.72.05.1004 | Banjarbaru Selatan00 | Guntung Paikat          | 8.893     | 4.441     | 4.452     | 8.952     | 4.476     | 4.476     | 9.024      | 4.494      | 4.530      | 2,16       | 4.181,8         | 99,21     |
| 63.72.06.1001 | Liang Anggang        | Landasan Ulin Barat     | 7.026     | 3.557     | 3.469     | 7.096     | 3.602     | 3.494     | 7.206      | 3.664      | 3.542      | 12,67      | 568,8           | 103,44    |
| 63.72.06.1002 | Liang Anggang        | Landasan Ulin Tengah    | 9.063     | 4.573     | 4.490     | 9.329     | 4.710     | 4.619     | 9.527      | 4.810      | 4.717      | 11,59      | 821,8           | 101,97    |
| 63.72.06.1003 | Liang Anggang        | Landasan Ulin Utara     | 24.588    | 12.426    | 12.162    | 25.591    | 12.924    | 12.667    | 26.499     | 13.350     | 13.149     | 22,96      | 1.154,4         | 101,53    |
| 63.72.06.1004 | Liang Anggang        | Landasan Ulin Selatan00 | 6.721     | 3.418     | 3.303     | 6.843     | 3.473     | 3.370     | 6.934      | 3.523      | 3.411      | 27,53      | 251,9           | 103,28    |
| 63.72         | Kota Banjarbaru      | Kota Banjarbaru         | 268.292   | 134.690   | 133.602   | 272.763   | 136.867   | 135.896   | 278.318    | 139.644    | 138.674    | 305,15     | 912,1           | 100,70    |

## Verkehr
In Banjarbaru gibt es das Bus Rapid Transit Transportsystem BRT Banjarbakula der gleichnamigen Metropolregion.
Der ebenfalls für die ganze Metropolregion zuständige internationale Flughafen Syamsudin Noor liegt im Kecamatan Landasan Ulin.
Der Pan Borneo Highway, Nummer AH150 des Asiatischen Fernstraßen-Projekts, führt durch Banjarbaru.